# Philautus maosonensis
Philautus maosonensis är en groddjursart som beskrevs av Bourret 1937. Philautus maosonensis ingår i släktet Philautus och familjen trädgrodor. IUCN kategoriserar arten globalt som otillräckligt studerad. Inga underarter finns listade i Catalogue of Life.